# Холодные Ключи (Оренбургская область)
Холо́дные Ключи́ — посёлок в городском округе Город Оренбург Оренбургской области России.

## География
Посёлок находится на расстоянии 20 км к северо-западу от города Оренбург, административного центра области и округа.

### Часовой пояс
Посёлок Холодные Ключи, как и вся Оренбургская область, находится в часовой зоне МСК+2. Смещение применяемого времени относительно UTC составляет +5:00.

## Население
| 2010 |
| ---- |
| 196  |